# Budelli
Budelli – włoska wyspa na morzu Tyrreńskim w archipelagu Arcipelago della Maddalena u północno-wschodnich wybrzeży Sardynii. Wyspa wchodzi w skład gminy La Maddalena. Budelli znajduje się w pobliżu cieśniny Bonifacio.
Jest to jedna z siedmiu wysp wchodzących w skład włoskiego Parku Narodowego Arcipelago della Maddalena. Wyspa ma powierzchnię 1,6 km², a długość jej linii brzegowej wynosi 12,3 km. Najwyższym punktem  jest Monte Budello które mierzy 87 metrów. Wyspa była miejscem zdjęć do włoskiego filmu Czerwona pustynia.
Od 1989 roku stałym opiekunem Budelli był Mauro Morandi. Opuścił on wyspę w 2021.